# Istituto di tecnologia di Tokyo
L'Istituto di tecnologia di Tokyo (in giapponese: 東京工業大学?, Tōkyō Kōgyō Daigaku, chiamato spesso per brevità  Tokyo Tech, TiTech o ITT Tokodai) è il più grande istituto universitario giapponese dedicato alla scienza e alla tecnologia.
Fu fondato nel 1881 a Tokyo, con il nome di Tokyo Vocational School. Nel 1929 fu elevato al rango di università nazionale.
L'istituto comprende tre campus, di cui quello principale è sito nell'area di Ōokayama al confine tra Meguro e Ōta. Gli altri due campus si trovano presso l'area di Tamachi a Minato e di Suzukakedai a Yokohama.
Il 1° ottobre 2024, si prevede che l'università si fonderà con l'Università di medicina e odontoiatria di Tokyo e insieme diventeranno un unico istituto di istruzione superiore chiamato Istituto delle Scienze di Tokyo.